# Tornitura in lastra
La tornitura in lastra anche detta imbutitura al tornio è un processo di lavorazione dei metalli che prevede la deformazione del metallo in lastra o lamiera piegando un disco di metallo contro le pareti di uno stampo, al fine di ottenere un manufatto a simmetria assiale. Il disco di metallo e lo stampo sono fissati assieme da un apposito controstampo. Attualmente esistono torni manuali, semiautomatici (o assistiti) e automatici a CNC. 
A seconda della relazione tra diametro iniziale del disco e diametro finale del manufatto e dell'uniformità o meno dello spessore finale si parla di:
- tornitura in lastra o imbutitura al tornio: lo spessore del materiale nel manufatto finale differisce di poco dallo spessore del disco iniziale, mentre il diametro del manufatto può essere molto diverso da quello del disco di partenza.
- fluo-tornitura o fluotornitura: il diametro della lastra di partenza è uguale a quello finale del manufatto, e questo genera variazioni di spessore delle pareti del manufatto anche molto importanti.

La moderna tecnologia vede tornitura in lastra e fluotornitura combinate in un unico processo, indicato genericamente come tornitura in lastra.
Praticamente qualsiasi metallo duttile può essere formato attraverso questo processo: ferro, alluminio, rame, ottone, acciai di vario tipo fino all'acciaio inox ed acciai speciali, per arrivare al titanio. Diametro e profondità delle parti formate sono limitate solo dalle dimensioni delle apparecchiature disponibili.
Attraverso questa tecnica si realizzano gli oggetti più disparati: parabole per telecomunicazioni, bombole per gas, lampade per arredamento, parti tecniche per applicazioni industriali, urne, vasi, coppe, ecc.

## Storia
La tornitura in lastra è nata con l'intento di investire minor tempo e risorse nello stampaggio di prodotti di forma cava, abbattendo i costi di lavorazione, specie nell'investimento iniziale per gli stampi. Utilissima per la prototipazione o per piccole e medie serie, viene talvolta impiegata anche per produrre grandi numeri, anche se in questo caso spesso viene preferito il processo di imbutitura o profondo stampaggio.

## Lavorazione
Il processo di stampaggio per tornitura inizia con il montaggio di una matrice o stampo al mandrino di un apposito tornio: questi sarà la forma sulla quale verrà adattato il metallo. Successivamente allo stampo viene fissato, attraverso l'intervento di una contropunta,  il materiale da lavorare, ovvero un disco metallico di opportuno diametro e spessore. A questo punto, utilizzando degli utensili detti pali (nel caso di lavorazione manuale) oppure rulli (introdotti con e per la lavorazione con torni semiautomatici o automatici a CNC) il disco viene sagomato schiacciandolo verso lo stampo fino a farvelo aderire perfettamente. In questo processo, specie in presenza di forme molto profonde o spessori molto elevati, ed in particolare con certi tipi di metalli (ad es. ottone) il materiale può subire forti fenomeni di incrudimento, a causa delle grandi deformazioni e delle alte temperature che raggiunge a causa di esse. In questi casi la parte da lavorare può essere riscaldata, soprattutto se di spessore notevole.